# Quang học lượng tử
Quang học lượng tử là một môn học về ánh sáng có mức năng lượng lượng tử được tìm thấy từ các hiện tượng Bức Xạ Điện Từ, Quang Điện, Phân rã Phóng Xạ Hạt Nhân

## Bức Xạ Điện Từ
Hiện tượng mọi vật dẫn điện phát ra ánh sáng nhiệt có mức năng lượng lượng tử 
{\displaystyle E=hf=h{\frac {C}{\lambda }}} với f ≥ f0

## Quang Điện
Hiện tượng ánh sáng quang tử có mức năng lượng lượng tử rọi trên một vật, vật trở thành Dẫn điện sau khi hấp thụ năng lượng nhiệt của ánh sáng đến mức tốt đa
{\displaystyle hf=hf_{o}+{\frac {1}{2}}mv^{2}}
{\displaystyle hf-hf_{o}={\frac {1}{2}}mv^{2}}
{\displaystyle v={\sqrt {{\frac {2}{m}}(hf-hf_{o})}}}
Để có 
{\displaystyle v>0}
{\displaystyle hf-f_{o}>0}
{\displaystyle f>f_{o}}

## Phân rã Phóng Xạ Hạt Nhân
Hiện tượng ở một số chất có hạt nhân không bền có khả năng tự phân rã thành chất khác có hạt nhân bền đồng thời phát ra 3 tia phóng xạ Anpha, Bêta, Gamma di chuyển với vận tốc ánh sáng mang theo năng lượng lượng tử
{\displaystyle E=hf=h{\frac {c}{\lambda }}}